# Museum Elburg
Museum Elburg is een cultuurhistorisch museum in de Nederlandse vestingstad Elburg. Het museum is opgericht in 1910 en besteedt onder meer aandacht aan de geschiedenis van de vesting en het klooster. Het museum is gevestigd in het voormalige Agnietenklooster. Vanaf 1948 werd dit gebouw gerestaureerd door architect Rooyaards waarna vanaf 1954 er het stadhuis werd gevestigd met het museum in de dubbelkapel. De voormalige eetzaal van het klooster is nog in gebruik als trouwzaal. Het museum beheert ook de Vischpoort, de kazematten en het muurhuisje van de stadsmuur.